# Maria Beatrix van Savoye (1792-1840)

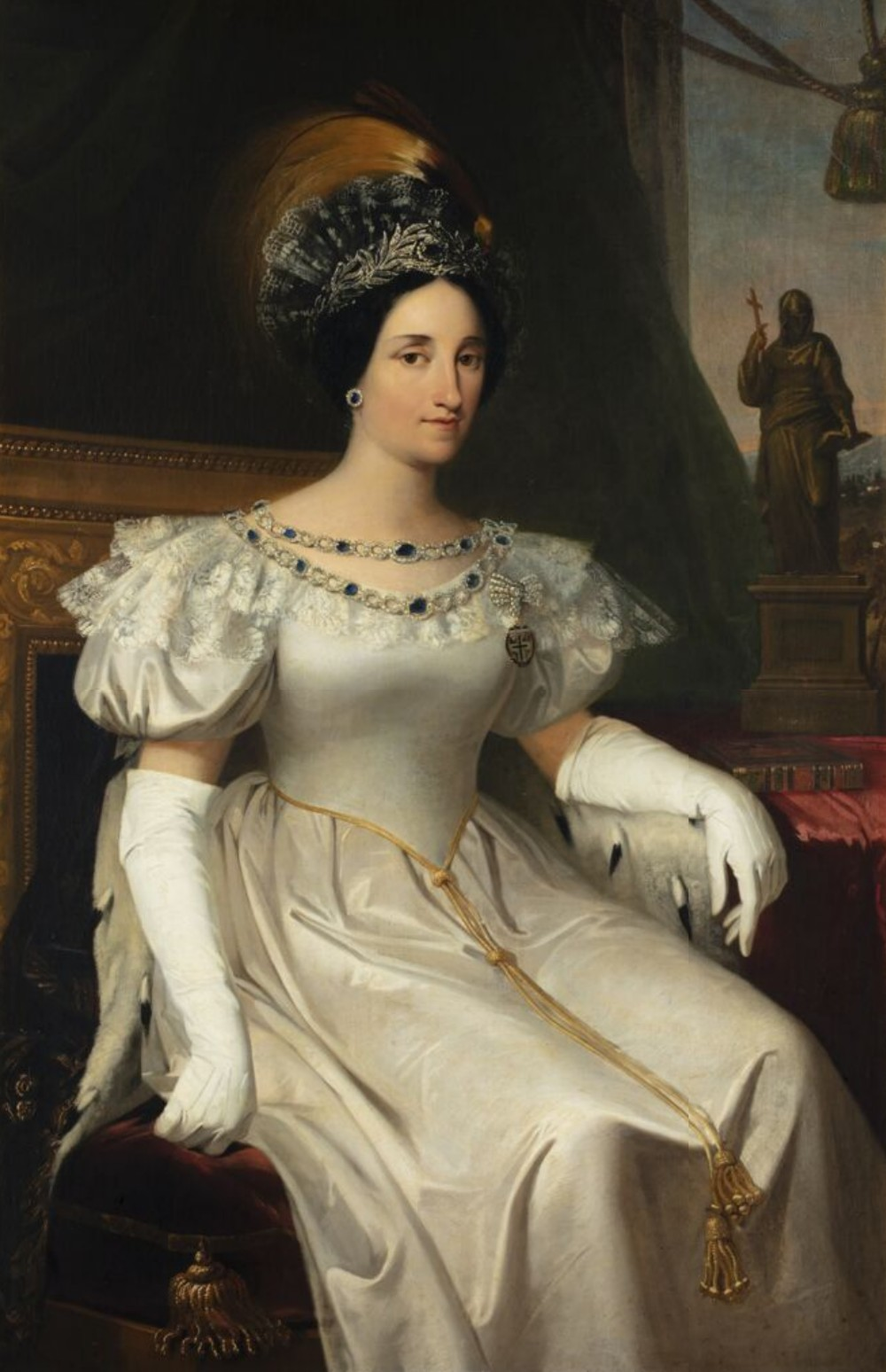
Maria Beatrix van Savoye

Maria Beatrix Victoria Josephine (Turijn, 6 december 1792 – kasteel Catajo, bij Monselice, 15 september 1840) was prinses van Savoye en Sardinië. Ze was de oudste dochter van koning Victor Emanuel I van Sardinië en Maria Theresia van Oostenrijk.
Op 20 juni 1812 huwde zij te Cagliari met aartshertog Frans van Oostenrijk-Este (1779 – 1846), die later hertog van Modena werd. Uit dit huwelijk werden vier kinderen geboren:
- Maria Theresia (Modena, 14 juli 1817 – Gorizia, 25 april 1886); ∞ (Bruck an der Mur, 16 november 1846) Hendrik van Bourbon (1820 – 1883), legitimistisch troonpretendent van Frankrijk
- Frans (1819 – 1875), hertog van Modena 1846-1859
- Ferdinand Karel (1821–1849), huwde Elisabeth Francisca Maria van Oostenrijk (1831-1903), kleindochter van keizer Leopold II
- Maria Beatrix (Modena, 13 februari 1824 – Gorizia, 18 maart 1906); ∞ (Modena, 6 februari 1847) Jan van Bourbon (1822 – 1887), na de dood van zijn zwager Hendrik van Bourbon legitimistisch troonpretendent van Frankrijk

Na de dood van haar vader in 1824 werd Maria Beatrix volgens de jacobieten als erfgenaam van het huis Stuart koningin Maria III van Engeland en Ierland en Maria II van Schotland. Ze heeft deze tronen echter nooit opgeëist. Na haar dood ging de pretentie over op haar oudste zoon Frans.